# 莫恰利謝
50°34′0″N 31°19′7″E / 50.56667°N 31.31861°E
莫恰利謝（烏克蘭語：Мочалище），是烏克蘭北部的村莊，隸屬切爾尼希夫州的尼任區。該村始建於1781年，面積0.81平方公里，海拔高度114米，2006年人口141，人口密度每平方公里171.5人。